# شهرستان گیت‌وی کچیکان (آلاسکا)
شهرستان گیت‌وی کچیکان (به انگلیسی: Ketchikan Gateway Borough) یک منطقهٔ مسکونی در ایالات متحده آمریکا است که در آلاسکا واقع شده‌است. شهرستان گیت‌وی کچیکان ۱۷٬۲۳۳٫۸۸ کیلومتر مربع مساحت دارد. شهرستانی است در ایالت آلاسکا ایالات متحده. به موجب سرشماری سال ۲۰۱۰، جمعیت آن ۱۳۴۷۷ نفر بود. مرکز این شهرستان کچیکان است.
شهرستان کچیکان گیت‌وی شامل شهر کچیکان و منطقهٔ آماری پرجمعیت آک است.
ایالت آلاسکا به ۱۹ منطقه و یک شهرستان تقسیم می‌شود که مناطق آن دارای دولت محلی و مدیریتی همانند شهرداری‌ها هستند اما شهرستان گیت‌وی کچیکان نیمی از خاک آلاسکا را در اشغال خود دارد و بزرگتر از هر ایالت دیگر آمریکا است و شامل ۲۰ حوزه سرشماری است و جمعیت کل آن بالغ بر ۸۱٫۸۰۳ نفر است.

## جوامع

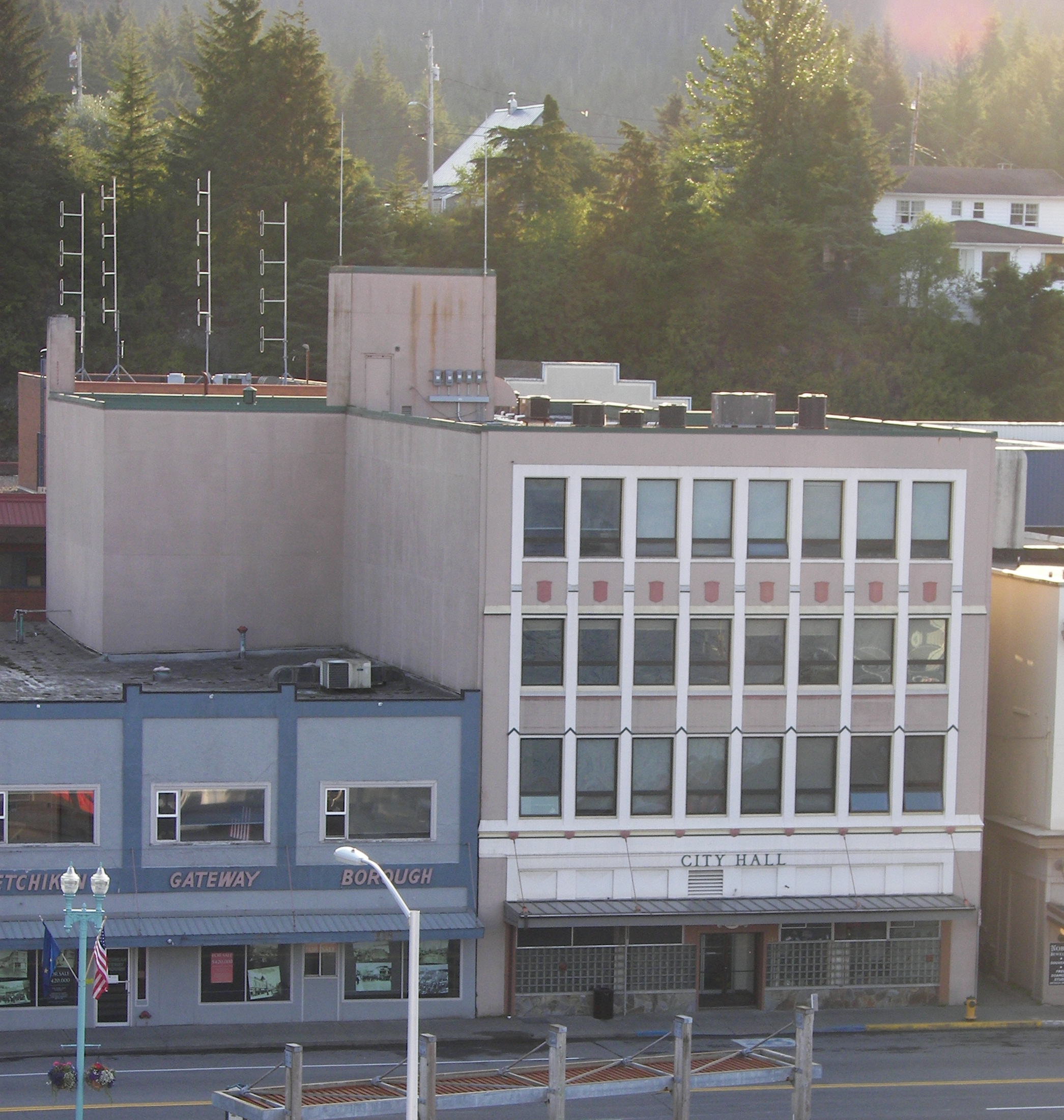
مرکز فرماندهی دولت محلی کچیکان سمت راست و مرکزپیشین دولتی شهرستان در سمت چپ قرار دارد